# Elegáns trogon
Az elegáns trogon (Trogon elegans) a madarak osztályába a trogonalakúak (Trogoniformes) rendjébe és a trogonfélék (Trogonidae) családjába tartozó faj.

## Rendszerezése
A fajt John Gould angol ornitológus írta le 1834-ben.

## Alfajai
- Trogon elegans ambiguus Gould, 1835
- Trogon elegans canescens van Rossem, 1934
- Trogon elegans elegans Gould, 1834
- Trogon elegans goldmani Nelson, 1898
- Trogon elegans lubricus J. L. Peters, 1945[2]

## Előfordulása
Costa Rica,  Guatemala, Honduras, Nicaragua és Salvador területéig honos. Természetes élőhelyei a szubtrópusi vagy trópusi száraz erdők, síkvidéki és hegyi esőerdők, valamint cserjések és ültetvények. Állandó, nem vonuló faj.

## Megjelenése
Testhossza 28-30 centiméter, testsúly 72–84 gramm. A két ivar között nagyságbeli különbség nincs, de erős ivari dimorfizmus figyelhető meg.
A hím háta fénylő zöldes árnyalatú, hasa vörös, mellén egy széles fehér örv látható. Torka, nyaka és feje zöld, arcán egy fekete maszkszerű folt van. Csőre sárga.
A tojó egyszerű bronzos fényű barna tollazatú. Szeme körül egy kis csupasz bőrfelület látható.
|  |  |

## Életmódja
Rovarokkal táplálkozik, melyeket többnyire röptében gyűjt össze, de gyümölcsöket is fogyaszt.

## Szaporodása
Általában rohadó fába vájja a fészkét, de a termeszvárakat is kedveli.

## Természetvédelmi helyzete
Az elterjedési területe elég nagy, egyedszáma pedig ismeretlen. A Természetvédelmi Világszövetség Vörös listáján nem fenyegetett fajként szerepel.